# Peites
San Martiño de Peites és una parròquia gallega del municipi de Ribas de Sil a la comarca de Quiroga, a Lugo. L'any 2021 tenia 26 habitants (17 homes i 9 dones) distribuïts en 2 entitats de població, el que suposa una disminució de 23 habitants amb relació a l'any 2000.

## Demografia
Es divideix en dos nuclis de població que són els següents:
| Entitat de població | Habitants (2021) |
| ------------------- | ---------------- |
| Os Casares          | 7                |
| Peites              | 19               |
| Total:              | 26               |

## Geografia
Es troba al marge esquerre del riu Sil, amb el que limita per l'est. Limita amb les parròquies de Soutordei i Piñeira al nord, Vilaster i Montefurado (Quiroga) a l'est, Navea (A Pobra de Trives) al sud, i Cabanas (San Xoán de Río) a l'oest.